# Lituanizm
Lituanizm – element językowy zapożyczony z języka litewskiego i funkcjonujący stale w obrębie innego języka.

## Lituanizmy w języku polskim
Do lituanizmów funkcjonujących w języku polskim zaliczają się m.in. słowa: dryblas, kurdupel, sterta czy rojst. Znaczny odsetek lituanizmów obecny jest w gwarach polskich na Litwie; do lituanizmów w nich stosowanych należą np. słowa dyrwan, kumpiak czy świren. Pierwsza warstwa chronologiczna lituanizmów jest związana z zapożyczeniami poświadczonymi w okresie Wielkiego Księstwa Litewskiego, notowanymi od XVI do XVIII wieku. Kolejne warstwy chronologiczne lituanizmów odznaczają się mniejszym zasięgiem, ograniczającym się zwyczajowo do gwar dialektu północnokresowego.